# On and On (песня VIXX)
«On and On» (кор.: 다칠 준비가 돼 있어; RR: Дачиль Чунбига Дваэ Иссо, лит. «Я готов пораниться») — это песня, записанная южнокорейской мужской группой VIXX. Он был выпущен в физическом и цифровом формате 17 января 2013 г., под руководством Jellyfish Entertainment. Эта песня стала третьим синглом VIXX. «On and On» было написано главным исполнительным директором Jellyfish Entertainment Хван Се Джуном, Альби Албертссон, Рики Анли и Кристине Линд. Лирика была создана Ким Ианом и рэпером Рави. Музыкальное видео песни организовывалось Сон Вон Ён.

## Выпуск
Третий сингл альбом, On and On был выпущен 17 января.

## Список композиций
※ Треки, выделенные жирным являются промоушен треками альбома. Кредиты адаптируются с официальной домашней страницы группы.
| №                        | Название                                                        | Лирика                   | Музыка                                                      | Продолжительность |
| ------------------------ | --------------------------------------------------------------- | ------------------------ | ----------------------------------------------------------- | ----------------- |
| 1.                       | «On and On» (다칠 준비가 돼 있어; Dachil Junbiga Dwae Isseo)    | Ким Иан, Рави            | Хван Се Джуном, Альби Албертссон, Рики Анли и Кристине Линд | 03:42             |
| 2.                       | «Don’t Want to Be an Idol» (아이돌 하기 싫어;Aidol Haki Silheo) | Мин Ён Дже               | Дрю Раян Скотт, Алекс Ницефоро                              | 03:45             |
| 3.                       | «On and On» (Инст.)                                             |                          | Хван Се Джуном, Альби Албертссон, Рики Анли и Кристине Линд | 03:42             |
| Общая продолжительность: | Общая продолжительность:                                        | Общая продолжительность: | Общая продолжительность:                                    | 11:00             |

## Участники
VIXX — вокал
- Ча Хакён (N) — ведущий вокалист, задний вокал
- Чон Тэквон (Leo) — главный вокалист, задний вокал
- Ли Джэхван (Ken) — главный вокалист, задний вокал
- Ким Воншик (Ravi) — рэп, пишет лирику
- Ли Хонбин — вокал
- Хан Санхёк (Hyuk) — вокал
- Ким Иан — пишет лирику
- Хван Се Джун — продюсер, музыка
- Алби Албертссон — продюсер, музыка
- Рики Анли — продюсер, музыка
- Кристине Линд — продюсер, музыка

## Чарт представления
| Чарт                                     | Позиции в чартах |
| ---------------------------------------- | ---------------- |
| Южная Корея (Gaon Singles Chart)         | 25               |
| Южная Корея (Gaon Monthly Singles chart) | 87               |
| Южная Корея (Gaon Social chart)          | 38               |
| Billboard (Korea K-Pop Hot 100)          | 96               |

## История выпуска
| Регион      | Дата           | Формат                  | Лейбл                                    |
| ----------- | -------------- | ----------------------- | ---------------------------------------- |
| Южная Корея | 17 января 2013 | - CD - Digital download | - Jellyfish Entertainment - CJ E&M Music |
| Всемирно    | 17 января 2013 | Digital download        | Jellyfish Entertainment                  |